# Daphne euboica
Daphne euboica är en tibastväxtart som beskrevs av Rech. fil.. Daphne euboica ingår i släktet tibaster, och familjen tibastväxter. Inga underarter finns listade i Catalogue of Life.